# Maxime Surdez
Maxime Surdez (1891 – Berna, 5 dicembre 1969) è stato un calciatore svizzero, di ruolo portiere.

## Carriera

### Club
Formatosi nel Biel club con il quale conquistò anche la nazionale svizzera.
Con i biancorossi Surdez conquistò due quarti posti nel girone centrale della Serie A svizzera nelle stagioni 1909-1910 e 1910-1911.
Nel 1911 passa al Genoa con cui prese parte il 16 aprile di quell'anno al Torneo Internazionale di Pasqua in cui i genoani affrontarono il Cantonal Neuchâtel.
Surdez esordì in partita ufficiale con i rossoblu il 15 ottobre 1911 nella vittoria esterna per cinque ad uno contro la Juventus. 
Con i rossoblu giocò sino alla stagione 1913-1914, ottenendo due secondi posti nelle stagioni 1912-1913 e 1913-1914 ed il terzo gradino del podio nella stagione 1911-1912.
Terminata la sua esperienza italiana, Surdez tornò in patria.
Agli inizi del suo soggiorno in Italia, il 2 aprile 1911, Surdez partecipò nell'inedito ruolo di centromediano ad una partita di allenamento della nazionale di calcio dell'Italia, incontro che venne utilizzata dalla commissione tecnica per selezionare i giocatori che avrebbero disputato un'amichevole con la Francia il weekend successivo.

### Nazionale
Vestì la casacca della nazionale di calcio svizzera, ottenendo un'unica convocazione nel 1911 contro l'Ungheria.

## Statistiche

### Cronologia presenze e reti in Nazionale
| Cronologia completa delle presenze e delle reti in nazionale ― Svizzera | Cronologia completa delle presenze e delle reti in nazionale ― Svizzera | Cronologia completa delle presenze e delle reti in nazionale ― Svizzera | Cronologia completa delle presenze e delle reti in nazionale ― Svizzera | Cronologia completa delle presenze e delle reti in nazionale ― Svizzera | Cronologia completa delle presenze e delle reti in nazionale ― Svizzera | Cronologia completa delle presenze e delle reti in nazionale ― Svizzera | Cronologia completa delle presenze e delle reti in nazionale ― Svizzera |
| Data                                                                    | Città                                                                   | In casa                                                                 | Risultato                                                               | Ospiti                                                                  | Competizione                                                            | Reti                                                                    | Note                                                                    |
| ----------------------------------------------------------------------- | ----------------------------------------------------------------------- | ----------------------------------------------------------------------- | ----------------------------------------------------------------------- | ----------------------------------------------------------------------- | ----------------------------------------------------------------------- | ----------------------------------------------------------------------- | ----------------------------------------------------------------------- |
| 8-1-1911                                                                | Zurigo                                                                  | Svizzera                                                                | 2 – 0                                                                   | Ungheria                                                                | Amichevole                                                              | -                                                                       |                                                                         |
| Totale                                                                  |                                                                         | Presenze                                                                | 1                                                                       |                                                                         | Reti                                                                    | 0                                                                       |                                                                         |